# OPS-11
OPS-11は、三菱電機製の2次元レーダー。海上自衛隊の護衛艦に対空捜索レーダーとして搭載されており、この用途としては日本が第二次世界大戦後初めて独自に開発した機種となる。
なお本機を含めた海上自衛隊の電子機器の型番はアメリカ軍の軍用電子機器の命名規則におおむね基づいているが、一文字目のみは米軍式では「S」がつけられるべきところを、「お船」（Ofune）ないし「艦載用」（On Board）を捩った「O」とされている。本機の場合は水上船舶搭載のレーダー、探知用/距離方位測定用/捜索用ということになる。

## 概要

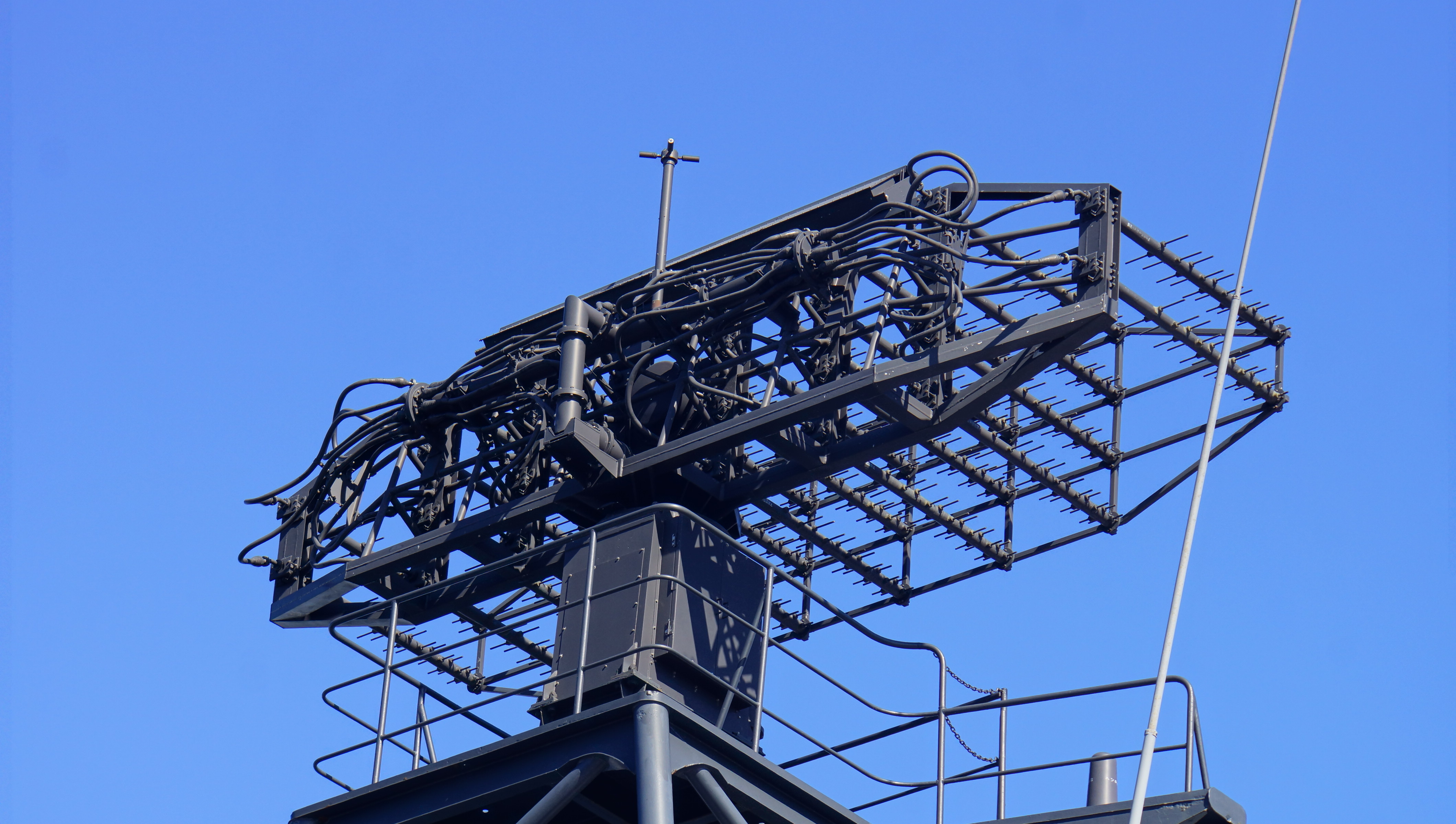
背面からの写真。

試作電探以来のレーダー開発に当たっては、「わかば」(元旧帝国海軍松型駆逐艦「梨」)用としてアメリカ合衆国からの供与が予定されていたAN/SPS-40をモデルとする計画であったが、現品の供与が遅れたため、結局実際の開発の多くは日本側が独自に行った。このため当初はAN/SPS-40から導入する予定だったパルス圧縮技術は独自に研究することになっている。海上自衛隊では既に国産の対空捜索用レーダーとしてOPS-1/2を有していたが、これらはアメリカ製のAN/SPS-6を元にした事実上の海賊版であったことから、自国開発の対空捜索用レーダーとしては本機種が戦後初となる。
当初アンテナ形状は、原型機であるAN/SPS-40と同様のパラボラアンテナとされる計画であった。しかし搭載艦として予定されていたやまぐも型（37DDK）の設計上、SPS-40のアンテナでは同型艦が並列係留した場合にアンテナ同士が接触することが判明したことから、横幅圧縮のため格子状の枠に八木式ダイポール・アレーを多数（計28本: 縦4段×横6列+左右最外側に2本が1列ずつ）面状に配置した特徴的な形状に変更された。敵味方識別装置（IFF）のアンテナはその上部に取り付けられている。使用周波数は、SPS-40と同様に極超短波（UHF; P(B)バンド）と考えられている。OPS-11、11B、11Cの3つのバリエーションがあり、11Bは増幅器を追加して出力の増強を図ったもの、11Cは11Bをもとにソリッドステート化するとともに移動目標指示（MTI）技術を導入してクラッター抑圧性能を強化したものである。
Lバンドを使用する新型のOPS-14よりも長波長で遠達性に優れることから、OPS-14が登場した後もターター・システム搭載ミサイル護衛艦（DDG）に搭載されて3次元レーダーを補完している。

## 搭載艦
- やまぐも型護衛艦（37～39, 44～49DDK）
- みねぐも型護衛艦（40～42DDK）
- たかつき型護衛艦（38～41DDA）
- はるな型護衛艦（43/45DDH）
- たちかぜ型護衛艦（46/48/53DDG）
- はたかぜ型護衛艦（56/58DDG）